# Grundträsket (Malå socken, Lappland, 724435-164030)
Grundträsket är en sjö i Malå kommun i Lappland och ingår i Skellefteälvens huvudavrinningsområde. Sjön har en area på 2,22 kvadratkilometer och ligger 340 meter över havet. Sjön avvattnas av vattendraget Kvarnbäcken.

## Delavrinningsområde
Grundträsket ingår i det delavrinningsområde (724573-164079) som SMHI kallar för Utloppet av Grundträsket. Medelhöjden är 368 meter över havet och ytan är 22,26 kvadratkilometer. Räknas de 3 avrinningsområdena uppströms in blir den ackumulerade arean 52,37 kvadratkilometer. Kvarnbäcken som avvattnar avrinningsområdet har biflödesordning 4, vilket innebär att vattnet flödar genom totalt 4 vattendrag innan det når havet efter 158 kilometer. Avrinningsområdet består mestadels av skog (70 procent) och sankmarker (19 procent). Avrinningsområdet har 2,22 kvadratkilometer vattenytor vilket ger det en sjöprocent på 10 procent.